# Henry (Nebraska)
Henry es una villa ubicada en el condado de Scotts Bluff en el estado estadounidense de Nebraska. En el Censo de 2010 tenía una población de 106 habitantes y una densidad poblacional de 140,16 personas por km².

## Geografía
Henry se encuentra ubicada en las coordenadas 41°59′53″N 104°2′46″O / 41.99806, -104.04611. Según la Oficina del Censo de los Estados Unidos, Henry tiene una superficie total de 0.76 km², de la cual 0.76 km² corresponden a tierra firme y (0%) 0 km² es agua.

## Demografía
Según el censo de 2010, había 106 personas residiendo en Henry. La densidad de población era de 140,16 hab./km². De los 106 habitantes, Henry estaba compuesto por el 90.57% blancos, el 1.89% eran afroamericanos, el 1.89% eran amerindios, el 1.89% eran asiáticos, el 0% eran isleños del Pacífico, el 2.83% eran de otras razas y el 0.94% pertenecían a dos o más razas. Del total de la población el 6.6% eran hispanos o latinos de cualquier raza.